# Vario LF plus
Vario LF plus - тип частково низькопідлогового трамвая, що випускається з 2010 року чеським консорціумом Aliance TW Team, до складу якого входять Pragoimex, Krnovské opravny a strojírny та VKV Praha. 
Vario LF plus є розвитком Vario LF.

## Опис
Vario LF plus — односпрямований чотиривісний моторизований трамвай. 
Середня частина з низькою підлогою становить приблизно 36% довжини вагона; підлога середньої секції розташована на 350 мм над головкою рейки. 
Через використання нового шасі типу Komfort plus вдалося знизити рівень підлоги в зовнішніх секціях вагона: підлога у зазначених секціях розташована на висоті 650 мм над головкою рейки. 
З правого боку кузова розташовані троє двостулкових відкидних дверей (середня веде в низькопідлогову секцію), сидіння розташовані всередині 2+1, сидіння розташовані боком до напрямок руху в крайніх секціях трамвая; однак їх також можна встановити кабіною вперед

Чотири асинхронних двигуни TAM 1003 C/R, кожен потужністю 80 кВт, прикріплені до рами візка, по одному двигуну на кожну вісь. 
Електрообладнання було поставлено компанією Škoda Electric 
.

## Постачання
| Держава             | Мережа              | Тип                 | Роки постачання     | Кількість | Нумерація          |       |
| ------------------- | ------------------- | ------------------- | ------------------- | --------- | ------------------ | ----- |
| Чехія               | Мост — Літвінов     | VarioLF plus        | 2012–2014           | 2         | 314, 315           | [ 2 ] |
| Чехія               | Пльзень             | VarioLF plus PL     | 2010–2013           | 4         | 336, 337, 354, 355 | [ 3 ] |
| Загальна кількість: | Загальна кількість: | Загальна кількість: | Загальна кількість: | 6         |                    |       |